# Баново
Ба́ново (болг. Баново) — село у Варненській області Болгарії. Входить до складу общини Суворово.

## Населення
За даними перепису населення 2011 року у селі проживали 82 особи, з них 77 осіб (98,7%) — болгари.
Розподіл населення за віком у 2011 році:
Динаміка населення: